# Deutsches Meisterschaftsrudern 1930
Das 43. Deutsche Meisterschaftsrudern wurde 1930 in Berlin ausgetragen. Wie im Vorjahr wurden Medaillen in sechs Bootsklassen vergeben.

## Medaillengewinner
| Bootsklasse            | Gold | Silber | Bronze |
| ---------------------- | --- | --- | --- |
| Einer                  | Gerhard Boetzelen (Berliner RC) | Willi Dohme (Gubener RC 1905) | Eduard Paul (Frankfurter RG Oberrad 1879) |
| Doppelzweier           | Rvg. Alt-Werder Magdeburg Gerhard von Düsterlho Herbert Buhtz | WSV Godesberg Georg Arenz Leonhard Arenz | Friedrichshagener RV von 1892 Willi Beckmann Bruno Völker |
| Zweier ohne Steuermann | RG Viktoria Berlin Herbert Urbschat Ludwig Einsel | RG Hansa Albert Dürr Julius Kollwitz | Berliner RK Brandenburgia Bernhard Thielicke Helmut Benz |
| Vierer ohne Steuermann | Mannheimer RV Amicitia von 1876 Hans Maier Hermann Herbold Ernst Gaber Carl Aletter                                                                                 | Berliner RC Hans-Erich Höndorf Walter Meyer Joachim Zimmermann Richard Winkler                                                                                | Berliner RV Allemannia Adolf Pescheck Erich Hardt Willi Lahme Hermann Lahme                                                                                  |
| Vierer mit Steuermann  | Mannheimer RV Amicitia von 1876 Gustav Maier Wilhelm Reichert Walter Flinsch Josef Schneider Fritz Bauer (Stm.)                                                     | Berliner RC Rolf Schober Hans Eller Joachim Spremberg Helmut Kistenmacher Johannes Schunack (Stm.)                                                            | RV Friesen Berlin G. Feskorn Gerhard Gustmann Alfred Birkigt Herbert Adamski Werner Reiche (Stm.)                                                            |
| Achter                 | Mannheimer RV Amicitia von 1876 Hans Maier Josef Schneider Gustav Maier Hermann Herbold Walter Flinsch Wilhelm Reichert Ernst Gaber Carl Aletter Fritz Bauer (Stm.) | Kasteler RG 1880 Josef Genß Ludwig Weselmann Wilhelm Paape Franz Bock Fritz Schandua Clifford Callwood Josef Schollmeyer Theo Jost Heinrich Diefenbach (Stm.) | Berliner RK Hellas Walter Sievert Alfried Scheffler Fritz Paul Friedrich Devantier H. Pöppel Walter Pache Werner Noack Fritz Bruns Hans-Joachim Adler (Stm.) |